# Staré Křečany (železniční zastávka)
Staré Křečany jsou železniční zastávka (dříve i nákladiště) v jižní části obce Staré Křečany v okrese Děčín. Leží v km 13,528 železniční trati Rumburk – Panský – Mikulášovice mezi stanicí Rumburk a dopravnou Panský.

## Historie
Zastávka a nákladiště, tehdy s názvem Alt Ehrenberg, byla dána do provozu 29. října 1902, tedy současně se zahájením provozu Místní dráhy Rumburk – Mikulášovice. Od roku 1918 se používal počeštěný název Starý Ehrenberk, od roku 1949 pak Staré Křečany.

## Popis zastávky
V roce 2023 byla zastávka ležící na jednokolejné trati vybavena jednostranným vnějším nástupištěm o délce 40 m (v roce 2005 udávána délka 29 m) a s nástupní hranou ve výšce 300 mm nad temenem kolejnice. Koleje nákladiště byly sneseny před rokem 2006.

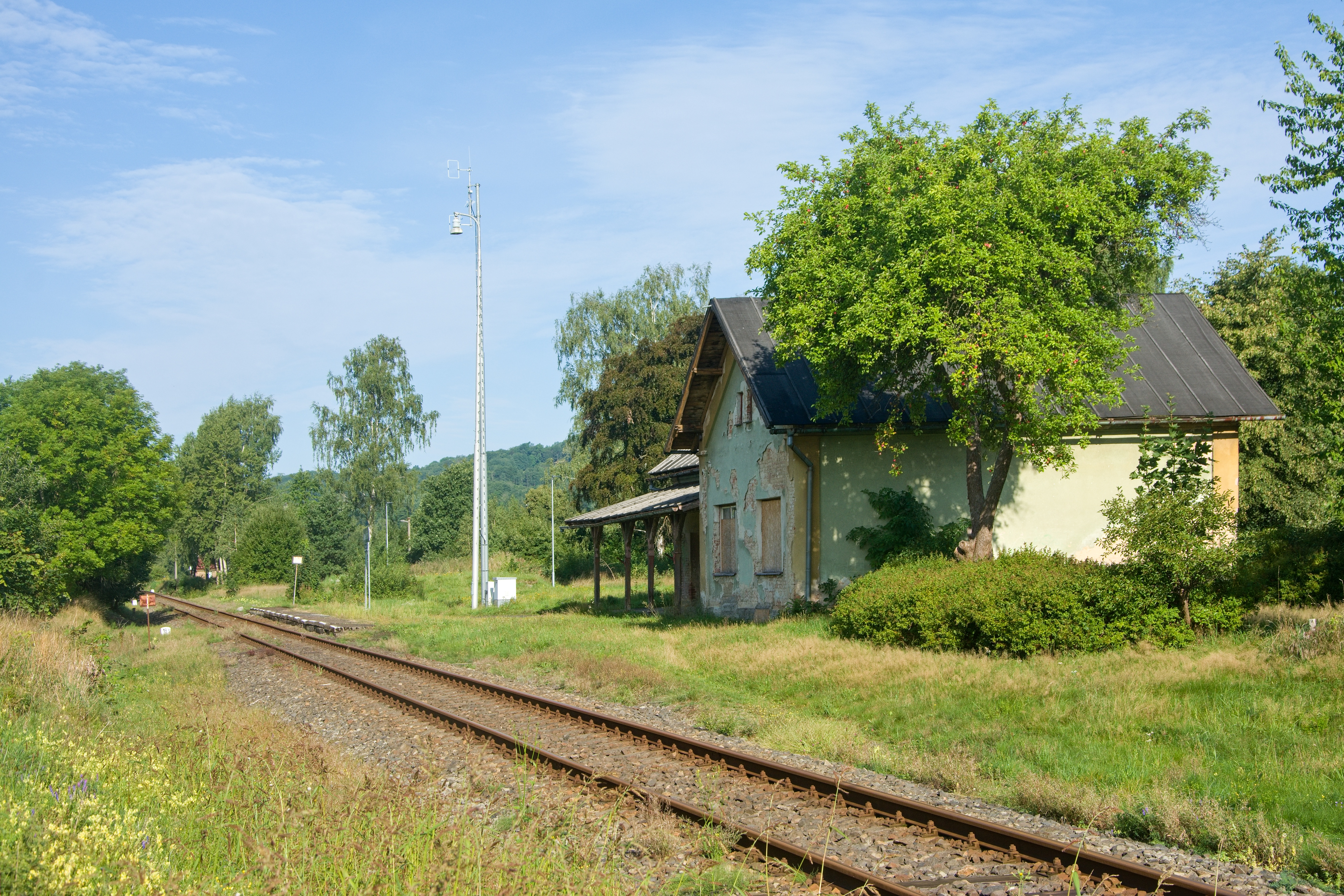
Celkový pohled na zastávku v roce 2023

V zastávce je budova postavená dle typového listu LVII/H Zemského výboru Království českého, což je běžný typ na mnoha lokálních tratích v Česku. Budova byla v roce 2023 ve vlastnictví obce Staré Křečany. V roce 2018 obec vyhlásila výběrové řízení na projekt přestavby budovy na dvě bytové jednotky, zakázka však byla zrušena.
U zastávky trať v km 13,585 kříží místní komunikace Zahrady – Staré Křečany. Přejezd s označením P3524 je zabezpečen výstražnými kříži.